# Royal Léopold Hockeyclub
Royal Léopold Hockeyclub is een Belgische hockeyclub uit Ukkel.

## Geschiedenis
De hockeyclub werd in 1895 opgericht in de schoot van de Royal Léopold Club. Ze is bij de KBHB aangesloten onder het stamnummer 111.
De herenploeg vergaarde in het veldhockey in de loop der jaren de meeste landstitels van België en kon zo regelmatig deelnemen aan de Europacup I voor landskampioenen. In de Europacup I van 2003, 2005 en  2006 eindigde de club telkens op de vijfde plaats. Ook de vrouwen hebben meerdere landstitels behaald in het verleden.

## Palmares
| Heren                           | Heren | Heren |
| ------------------------------- | ----- | --- |
| Landskampioen (veld)            | 27x   | 1922, 1923, 1928, 1939, 1951, 1952, 1959, 1960, 1961, 1966, 1967, 1968, 1969, 1970, 1971, 1972, 1973, 1974, 1979, 1988, 1989, 1991, 1992, 2002, 2004, 2005 en 2019 |
| Winnaar Beker van België (veld) | 11x   | 1924, 1935, 1945, 1951, 1968, 1975, 1976, 1977, 1982, 1988 en 2003                                                                                                 |
| Europacup zaalhockey            | 1x    | 2025 |
| Landskampioen (zaal)            | 2x    | 1989 en 2022 |
| Dames                           |       | |
| Landskampioen (veld)            | 14x   | 1922, 1923, 1926, 1930, 1936, 1937, 1950, 1951, 1992, 1995, 2000, 2001, 2004 en 2005                                                                               |
| Winnaar Beker van België (veld) | 5x    | 1926, 1992, 1998, 2000 en 2001 |
| Landskampioen (zaal)            | 1x    | 1994 |

## Bekende (ex-)spelers
- Jenny Addams
- Agustina Albertario
- Ambre Ballenghien
- Joseph Bastiné
- Gaspard Baumgarten
- André Becquet
- Gauthier Boccard
- Tom Boon
- Freddy Cattoir
- Raoul Daufresne de la Chevalerie
- Tom Degroote
- Victor de Laveleye
- Vincent Deneumostier
- John-John Dohmen
- Jean Dubois
- Serge Dubois
- Louis Eloy
- Dylan Englebert
- Jean-Baptiste Forgues
- Patrick Gillard
- Jean-François Gilles
- Adolphe Goemaere
- Roger Goossens
- William Hansen
- Romain Henet
- Jean-Marie Jadoul
- Joy Jouret
- Raymond Keppens
- Charles Koning
- Naznin Ladha
- Jean-Louis Le Clerc
- Xavier-Charles Letier
- Robert Maroye
- Bernard Mauchien
- Agustín Mazzilli
- Delfina Merino
- Elizabeth Mommens
- Eugène Moreau de Melen
- Roger Morlet
- Maxime Plennevaux
- Nicolas Poncelet
- Edgar Reynaud
- Jean-Louis Roersch
- Lucas Rossi
- Kane Russell
- Philippe Simar
- Armand Solie
- Jean Toussaint
- Jérôme Toussaint
- Paul Toussaint
- Carl-Eric Vanderborght
- Michel Vanderborght
- Jean Van Der Straeten
- Jean Van Nérom
- Elliot Van Strydonck
- Tanguy Zimmer